# Unió Republicana (França)
|  | Per a altres significats, vegeu «Unió Republicana». |

La Unió Republicana fou un grup polític informal creat a França en febrer de 1871 arran de les primeres eleccions legislatives de la Tercera República Francesa.

## Del radicalisme a l'oportunisme
En febrer de 1871 el grup va aplegar tots els republicans radicals oposats a la signatura de la pau amb Prússia. Dirigit per Gambetta, el grup va incloure republicans com Louis Blanc (elegit amb 216 000 vots), Victor Hugo, Garibaldi, Edgar Quinet, Pierre Waldeck-Rousseau, Alphonse Gent, Émile Littré, Charles Floquet, Clemenceau (elegit 27è), Arthur Ranc, Courbet, Jacques Duvigneau i altres
Progressivament, el grup es va aproximar als republicans moderats, provocant l'escissió de l'extrema esquerra radical (Georges Clemenceau) en 1876. Durant el Govern de Léon Gambetta (1881-1882), René Goblet va fundar el grup parlamentari de la Gauche radicale.
Després de les eleccions legislatives franceses de 1885, 1ue marquen un descens significatiu en el camp republicà a favor de la dreta, la Unió Republicana representà, amb la Union Démocratique, els moderats (o "oportunistes"), mentre que a la seva esquerra hi havia l'extrema esquerra i la Gauche radicale.
En 1894 el gambettista Gustave Isambert creà la Unió ^Progressista, qui es considerava l'hereva de la Unió Republicana de 1871-1885.

## Grup de la Unió Republicana al Senat
Des del 1885 el grup senatorial de la Unió Republicana era l'equivalent exacte del grup del mateix nom a la Cambra. Posteriorment es va convertir en el principal grup parlamentari de senadors de l'Aliança Democràtica.
President en 1927: Antony Ratier, alguns membres : Raymond Poincaré, Frédéric François-Marsal, Justin Germain Casimir de Selves, Hippolyte Morellet.
Altres senadors, propers o membres de l'AD i adscrits al moviment de radicals independents, constitiren en 1932 el grup de la Unió Democràtica i Radical. La seva orientació aleshores era liberal i centrista .